# Микільсько-Слобідська вулиця
Микі́льсько-Слобідська́ ву́лиця — вулиця в Дніпровському районі міста Києва, житловий масив Лівобережний. Пролягає від вулиці Митрополита Андрея Шептицького до вулиці Андрія Аболмасова. 

## Історія
Вулиця виникла в 2-й половині 70-х років XX століття під назвою Нова (колишня Проектна). Прокладена на місці частини Микільської слобідки, знесеної під час забудови житлового масиву Лівобережний. Сучасна назва — з 1978 року.

## Установи та заклади
Медичні заклади
- Наркологічний реабілітаційний центр (№ 2-а)
- Український лікувально-діагностичний центр «Центр сімейної медицини» (№ 6-в)

Релігійні організації:
- Помісна церква християн віри євангельської «Християнська надія» (№ 2-а)
- Патріарший собор Воскресіння Христового УГКЦ та резиденція Верховного Архієпископа Києво-Галицького — глави Української греко-католицької Церкви (№ 5)

Благодійні фонди:
- Міжнародний благодійний фонд «Варнава» (№ 2-а)

## Зображення

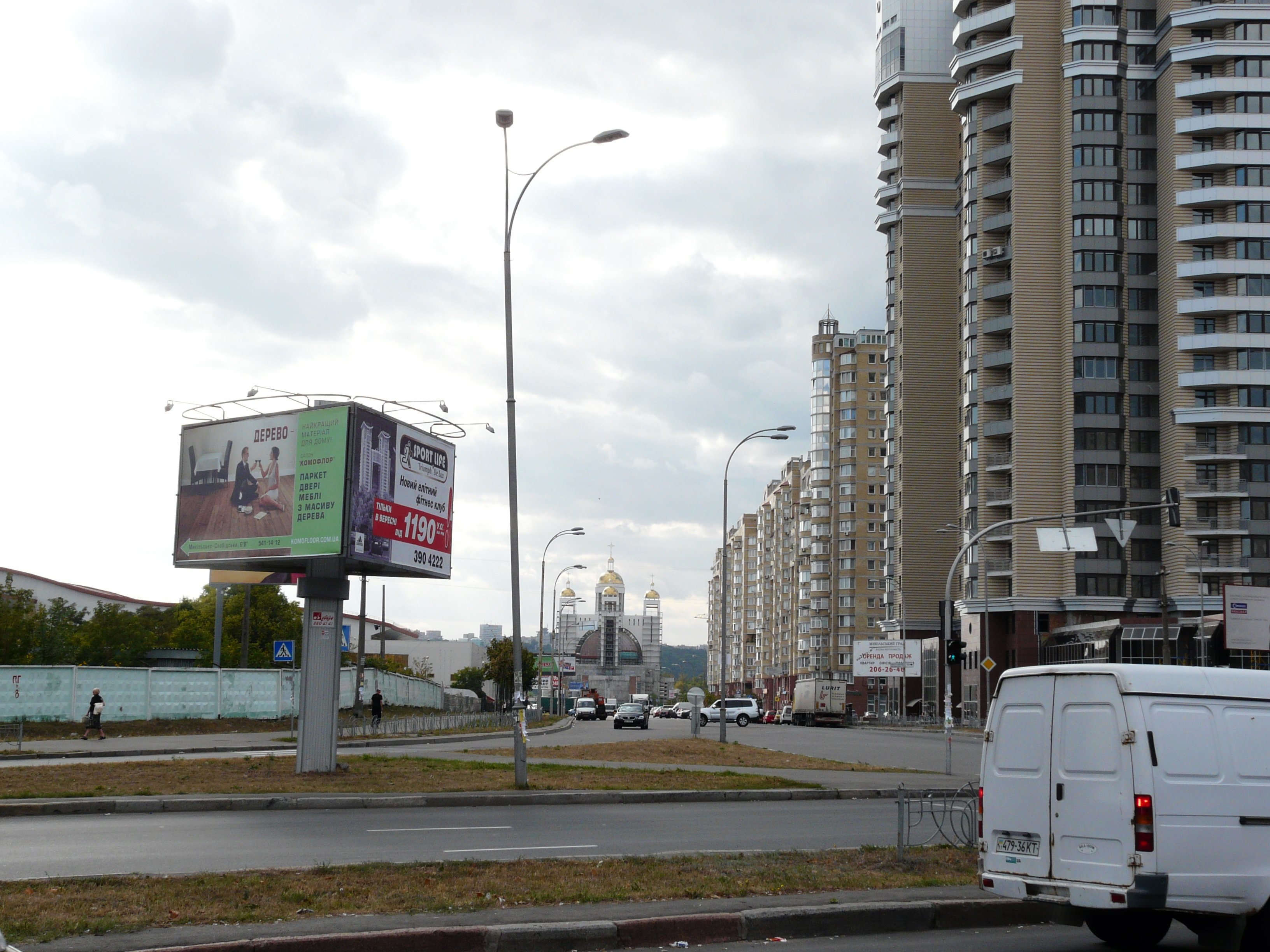
Забудова початку вулиці
Патріарший собор Воскресіння Христового Української греко-католицької церкви під час будівництва
Житловий комплекс «Сонячна Рів'єра»